# Taliban tấn công Kabul 2009
Trận đột kích Kabul tháng 2 năm 2009 là một loạt các cuộc tập kích của Taliban chống lại mục tiêu chính phủ Afghanistan tại Kabul vào thứ Tư ngày 11 tháng 2 năm 2009. Tám tay súng mang theo bom tự sát đã đánh vào ba cơ quan chính phủ trong cuộc tấn công được phối hợp kỹ càng khiến ít nhất 26 người thiệt mạng và 57 người bị thương giữa thủ đô Kabul, ngay trước khi có cuộc viếng thăm của Richard Holbrooke, tân đặc sứ Hoa Kỳ của Tổng thống Barack Obama cho khu vực này, đang sắp sửa từ Pakistan sang Afghanistan.

## Chi tiết
Cuộc tấn công trong một thành phố đầy rào cản và lính canh cho thấy sự khó khăn của việc canh phòng chống lại Taliban dù rằng có đông đảo binh sĩ và võ khí cùng với việc Hoa Kỳ gia tăng sự hiện diện của mình nơi đây. Bọn khủng bố đã gởi ba điện văn qua đường điện thoại cho người lãnh đạo tổ chức khủng bố của chúng ở Pakistan trước khi mở cuộc tấn công, theo lời Amrullah Saleh, giám đốc cơ quan tình báo Afghanistan, cho thấy sự liên hệ giữa phiến quân ở hai quốc gia.
Năm người đàn ông võ trang bằng súng tự động và lựu đạn đã tấn công Bộ Tư Pháp, bắn vào nhân viên làm việc nơi đây. Tình trạng hỗn loạn ở bộ này đã kéo dài trong suốt hai tiếng đồng hồ trước khi lực lượng an ninh Afghanistan lấy lại sự kiểm soát vào lúc trưa. Cũng cùng thời điểm, hai người mang bom tự sát đã cho nổ bom tại cơ quan cải huấn thuộc Bộ Tư Pháp ở một nơi khác trong thành phố. Kẻ tấn công thứ ba, cũng mang theo bom trên người, đã bị bắn chết khi tìm cách tiến vào Bộ Giáo dục, chỉ cách Bộ Tư Pháp chừng một cây số.
Có ít nhất 26 người đã thiệt mạng trong các cuộc tấn công và 57 người khác bị thương. Cả tám tên khủng bố đều thiệt mạng, nâng tổng số người chết lên con số 28. Zabiullah Mujaheed, một phát ngôn viên Taliban, nói cuộc tấn công nhằm đáp trả lại điều mà họ coi là sự hành hạ đối với tù nhân Taliban trong các nhà tù ở Afghanistan. Có tin tức tình báo nói rằng một cuộc tấn công lớn gồm nhiều tên khủng bố tự sát sẽ xảy ra nhưng không có đủ chi tiết để ngăn ngừa. Có 21 nghi can đã bị tạm giữ.